# Métouia
Métouia, également orthographiée Méthouia ou El Métouia (arabe : المـطـويّـة), est une ville adossée à une oasis côtière du sud de la Tunisie située à quelques kilomètres au nord de Gabès.
Sa population est de 13 407 habitants en 2022. En été, elle s'accroît pour atteindre près de 50 000 habitants du fait du retour estival des habitants vivant à l'étranger.
Administrativement, elle est le siège d'une municipalité de 9 946 habitants et d'une délégation rattachée au gouvernorat de Gabès.
Son économie repose principalement sur l'exploitation agricole de l'oasis, sur l'industrie (zone industrielle de Métouia-El Aouinet) et sur le tourisme.
Elle abrite deux équipes de football, le club local de l'Union sportive de Métouia et la Jeunesse sportive métouienne qui évolue à Tunis, ainsi qu'une équipe de minifoot, l'Association sportive de Tronja.

## Géographie
Située à douze kilomètres de Gabès, Métouia possède une grande palmeraie (270 hectares environ) et une plage à une dizaine de kilomètres de son centre. Outre la baignade, cette plage est aussi utilisée pour la pêche (essentiellement celle de la palourde commune, du poulpe et de diverses espèces de poissons) et contribue ainsi à la forte productivité du golfe de Gabès. La ville est desservie par la RN1 et l'autoroute mise en service en 2018.

## Histoire
La ville semble être habitée dès l'Antiquité romaine comme l'atteste la présence de vestiges romains.
C'est autour d'une source d'eau que des tribus se sont installées au fil des siècles. D'après l'œuvre de Victor Guérin, Voyage archéologique dans la régence de Tunis (1862), Métouia compte 500 habitants en 1862 ; il décrit le village de la façon suivante : « Ils cultivent des jardins très fertiles, divisés par de petits murs de séparation en terre battue et arrosés par d'innombrables rigoles. L'arbre qui y domine est le palmier. Cet ensemble de jardins et cette forêt de dattiers constituent une oasis plus importante que la précédente (Oudref) ».
Au cours du XXe siècle, les habitants de Métouia se sont particulièrement distingués dans les luttes syndicale, au sein de l'Union générale tunisienne du travail, et anticoloniale,. Habib Bourguiba s'y est réfugié durant cette période. Historiquement, beaucoup se sont établis dans le quartier de Tronja à Tunis, à Lyon ainsi qu'à Paris où ils forment une véritable diaspora, avec une riche vie associative maintenant le lien avec le village d'origine.

## Jumelage
- Gausson (France) depuis 1996

## Personnalités
Les personnalités ci-dessous, sans être nées à Métouia, en sont originaires :
- Souad Abderrahim, femme politique[11]
- Änis Ben-Hatira, footballeur[12]
- Mahmoud Ben Romdhane, homme politique[13]
- Khaled Ben Yahia, oudiste[14]
- Khaled Ben Yahia, entraîneur de football[15]